# Dworzyska (rejon tarnopolski)
Dworzyska (ukr. Дворище) – wieś na Ukrainie, w obwodzie tarnopolskim, w rejonie tarnopolskim..